# Ebberød Bank
Ebberød Bank er en dansk film fra 1943. Instruktion af Osvald Helmuth.
For filmens produktionsdesign stod Carlo Jacobsen
Vipperups praksis har givet anledning til idiomet ren Ebberød Bank om en praksis, der ikke anses for økonomisk rationel.

## Handling
Filmen handler om skræddermester Vipperup, der bliver overtalt til at blive bankdirektør for Ebberød Bank. Vipperup tager ukonventionelle bankmetoder i brug, da han tilbyder indlånsrenter til 8% og udlånsrenter til kun 4%. Desuden er bankdirektørens gage en fast procentdel af bankens omsætning ikke af dens overskud.

## Medvirkende
- Osvald Helmuth
- Maria Garland
- Ulrik Neumann
- Inga Schultz
- Emil Hass Christensen
- Bjarne Forchhammer
- Buster Larsen